# 卢绾
盧綰（前256年或前247年—前194年），沛郡丰邑（今江苏省丰县）中阳里人，西汉时期异姓诸侯王之一。卢绾深得刘邦的信任，官至太尉，后又獲封为长安侯。燕王臧荼的叛乱被平定后，卢绾獲刘邦封为燕王，後在消滅異姓王風潮中，心不自安，私通陈豨与匈奴事发，招致朝廷征討，逃亡匈奴，獲封为东胡卢王，死于该地。

## 生平

### 早年
卢绾和汉高祖刘邦在同年同月同日、同乡同里出生，他的父亲与刘邦的父亲刘太公交情很好，二人长大后又在一起读书，情同手足。刘邦还是平民百姓的时候，身背官司，常被官府通缉，卢绾总是随同左右，东奔西走。刘邦在沛县起兵的时候，卢绾以宾客的身份随同。刘邦被项羽封为汉王时，卢绾担任将军。楚汉战争时，卢绾官至汉太尉，后又被封为长安侯。前204年八月，刘邦派卢绾、刘贾率兵2万、骑兵数百，渡过白马津（今河南省滑县北）进入楚地，配合彭越的军队烧毁项羽的粮草辎重，并在燕县（今河南省延津县东北）西面击败了楚军，又攻下了睢阳（今河南省商丘市睢阳区）、外黄（今河南省杞县东）等十七座城池。刘邦登基后，卢绾和刘交经常侍奉皇帝左右，向外传达各种内事密谋。刘邦十分信任卢绾，给予他大量的赏赐，甚至允许他随意进出自己的卧室，这是其他大臣都不能企望的。

### 受封
前202年冬，项羽败亡，刘邦派卢绾、刘贾和靳歙攻打叛汉的临江王共尉，大军包围江陵（今湖北省沙市）数月后，共尉以及临江国的柱国、大司马等八人开城投降，共尉被押往雒阳（今河南省洛阳市）处决。同年七月，卢绾等率军凯旋。
刘邦早有封卢绾为王的想法，前202年七月，燕王臧荼谋反，刘邦亲率大军征讨，卢绾随军一同前往。臧荼被平定后，刘邦就提议在群臣中选拔有功之人担任燕王，群臣一起上奏卢绾应当受封，刘邦下诏批准。同年后九月，卢绾正式受封为燕王。 据记载，安次县（今河北省廊坊市安次区）境内有卢绾屯，就是为了纪念卢绾攻灭臧荼，受封燕王。

### 通敌
前197年九月，赵国国相陈豨谋反，自立为代王。刘邦亲自率军征讨，卢绾也率军夹击其东北部。陈豨派王黄向匈奴求救，卢绾也派部下张胜出使匈奴，声称陈豨等人的部队已经被击败，劝匈奴不要救援。张胜到达匈奴后遇到了逃亡在此的臧荼的儿子臧衍，他对张胜说：“您之所以在燕国受到重用，是因为您熟悉匈奴的事务。燕国之所以能够长期地存在，是因为诸侯多次反叛，战争连年不断。现在您想为燕国尽快地消灭陈豨等人，陈豨被消灭后，接下来灭亡的就是燕国了。燕国如果延缓攻打陈豨，与匈奴修好，战争不停止，那么卢绾就可以长期担任燕王。如果汉朝内部出现状况，燕王也可以来安定国家。”张胜十分赞同臧衍的观点，于是暗中让匈奴帮助陈豨攻打燕国。卢绾怀疑张胜勾结匈奴，向刘邦上书，要將张胜满门抄斩。张胜返回后将這種「養寇自重」的策略告诉卢绾，卢绾恍然大悟，捉了一些替身來处死，謊報为张胜的家属。然后一面派张胜继续担任间谍，暗通匈奴，一面又暗中派范齐联络陈豨，想使战争连年不断而不祸及自身。同年十月，卢绾与淮南王英布、梁王彭越、荆王刘贾、楚王刘交、齐王刘肥、长沙王吴臣共同入朝，在长乐宫觐见汉高祖刘邦。

### 败亡
前195年，刘邦派樊哙、周勃攻灭陈豨，陈豨的一员副将投降后指认卢绾派范齐到陈豨处相互联络。刘邦派使臣召卢绾进京，卢绾称病推辞。刘邦又派辟阳侯审食其、御史大夫赵尧前去迎接卢绾，并顺便调查卢绾的左右来取得证据。卢绾得知消息后更加害怕，闭门不出，他对自己的宠臣说：“不是漢朝宗室而被封为王的，只剩下我和长沙王了。韩信、彭越被满门抄斩，这都是吕后的计谋。现在皇帝重病在身，把国事全部都交给吕后，而吕后总想找借口消灭异姓王和功高的大臣。”于是卢绾依然以生病為由，拒绝进京。审食其得知卢绾的话后转述给刘邦，刘邦更加愤怒。后来，刘邦从投降汉朝的匈奴人口中得知卢绾派张胜暗通匈奴，于是认定卢绾谋反。前195年二月，刘邦派樊哙和周勃率军攻打卢绾，并且下令赦免燕国的官吏和参与谋反的人。汉军攻下燕国的王都蓟（今北京市西南），俘获卢绾的大将抵、丞相偃、郡守陉、太尉弱以及御史大夫施等人，屠灭浑都（今北京市昌平区东），又在上兰（今河北省怀来县东北）、沮阳（今河北省怀来县南）击败卢绾的军队，一直追击到长城，平定上谷郡十二县、右北平郡十六县、辽西、辽东郡二十九县、渔阳郡二十二县。卢绾将自己所有家属以及几千名骑兵安顿在长城下，希望等待刘邦病好之后入朝谢罪。前195年四月，刘邦驾崩，卢绾得知消息后带领部下逃亡，投降匈奴，被冒顿封为东胡卢王，但他经常受到蛮夷掠夺，总想有朝一日重返汉朝。次年，卢绾在匈奴境內去世。

### 之后
吕后执政时，卢绾的妻子儿女逃出匈奴重返汉朝，但吕后此时病亡，他们未能与吕后相见，卢绾的妻子随后也因病去世。
前144年，卢绾的孙子卢他之以东胡王的身份向汉朝投降，被封为亚谷侯。

## 评价
司马迁评价卢绾：韩信、卢绾非素积德累善之世，徼一时权变，以诈力成功，遭汉初定，故得列地，南面称孤。内见疑强大，外倚蛮貊以为援，是以日疏自危，事穷智困，卒赴匈奴，岂不哀哉！班固评价卢绾：昔高祖定天下，功臣异姓而王者八国。张耳、吴芮、彭越、黥布、臧荼、卢绾与两韩信，皆徼一时之权变，以诈力成功，咸得裂土，南面称孤。见疑强大，怀不自安，事穷势迫，卒谋叛逆，终于灭亡。

## 影視形象
- 2004年香港古裝歷史劇《楚汉驕雄》由曹查理飾演。
- 2006年中國古裝歷史劇《楚汉风云》由侯越秋飾演。
- 2012年中國古裝歷史劇《楚汉传奇》由王继世飾演。

## 延伸阅读
[在维基数据编辑]
 《史記/卷093》，出自司馬遷《史記》
 《漢書·卷034》，出自班固《漢書》